# Entre-Vesdre-et-Meuse
L'Entre-Vesdre-et-Meuse est une région naturelle de Belgique, limitée au sud par la Vesdre et à l'ouest par la Meuse. Elle forme un triangle entre les villes d'Aix-la Chapelle, Maastricht et Liège.
Par référence à sa sous-région centrale, elle est souvent appelée Pays de Herve, les éléments typiques du bocage hervien (haies vives, vergers et habitat dispersé) s'étant développés sur son territoire. Elle subit actuellement une urbanisation rapide due aux agglomérations des trois grandes villes qui l'entourent.

## Conditions physiques fondamentales

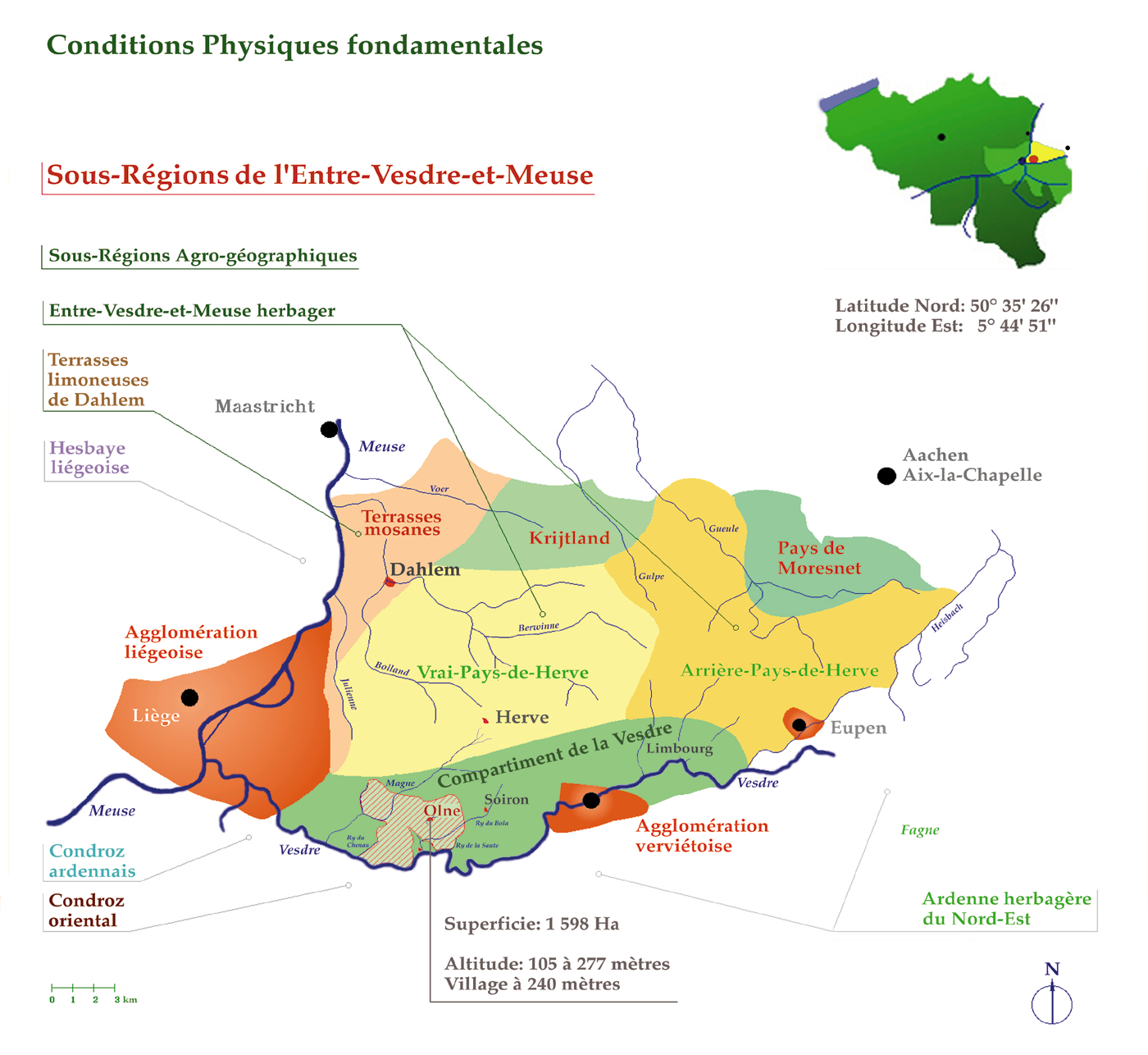
Conditions physiques fondamentales de l'Entre-Vesdre-et-Meuse.

L'Entre-Vesdre-et-Meuse comprend les sous-régions agro-géographiques suivantes :
- l'Entre-Vesdre-et-Meuse herbager ;
  - le vrai Pays de Herve, bocage occidental proprement dit,
  - l'arrière Pays de Herve, extension du bocage ou bocage oriental, vallées des rivières de la Galoppe et de la Gueule ;
- le Krijtland, les Fourons et la partie du Sud-Limbourg néerlandais, Epen ;
- le compartiment de la Vesdre, terrasses limoneuses d'Olne, campagne de Soiron, terrasse du Limbourg ;
- les terrasses mosanes, terrasses limoneuses de Dalhem ;
- le pays de Moresnet, partie belge des Trois-Frontières, proche d'Aix-la-Chapelle ;
- en partie, l'urbanisation des agglomérations de Liège, Verviers, Aix-la-Chapelle, Maastricht, Visé et Eupen.

## Topographie
L'Entre-Vesdre-et-Meuse est, à l'ouest, bornée par la Meuse et la Hesbaye liégeoise, au sud par la Vesdre, au sud-ouest par le Condroz ardennais et le Condroz oriental, au sud-est par l'Ardenne herbagère du nord-est.
Elle est bordée par les agglomérations de Liège, Maastricht, Aix-la-Chapelle, Eupen, Pepinster et Verviers.

### Documents généraux
- Pays de Herve, Édition Mardaga, Collection architecture rurale de Wallonie, 1987, 227 p.
- Veronica Cremasco et al. (direction scientifique, Marie-Françoise Godart et Jacques Teller), Atlas des Paysages de Wallonie, 1. L’Entre-Vesdre-et-Meuse, Ministère de la Région wallonne, Conférence Permanente du Développement Territorial, 2007, 263 p.  (ISBN 2-87 401-223-8)

### Condition physique fondamentale
- C. Bihat, Le Pays de Herve, étude de géographie humaine, Anvers, 1913.
- P. Delwick, Le problème du remembrement au Pays de Herve, Bulletin de la Société belge d'études géographiques 22, 47-56, 1953.
- A. Lequarré, Comparaison entre les régions géomorphologiques différentes de l'Est du Pays de Herve, séminaire de Géographie de l'Université de Liège, 1966.

### Paysage rural et structure agricole
- J. Ruwet, L'agriculture et les classes rurales au Pays de Herve sous l'ancien régime, Paris, 1943.
- Thirion L. - Contribution à l'étude du paysage rural au Pays de Herve, travaux du Séminaire de Géographie, l'ULg, 84, 1947.
- M.-C. Montrieux et S. Piroton S., L'habitat et le paysage rural, Bulletin de la société belge d'études géographiques 25 et 26, 321-334, 1956-1957.